# Richard Boyle, III conte di Burlington
Richard Boyle, terzo conte di Burlington e quarto conte di Cork (Yorkshire, 25 aprile 1694 – 15 dicembre 1753), è stato un architetto inglese neopalladiano che passò alla storia come l'architetto-conte (in inglese: architect-earl) o come the Apollo of the Arts.
Si mise in evidenza anche come collezionista e mecenate.

## Biografia

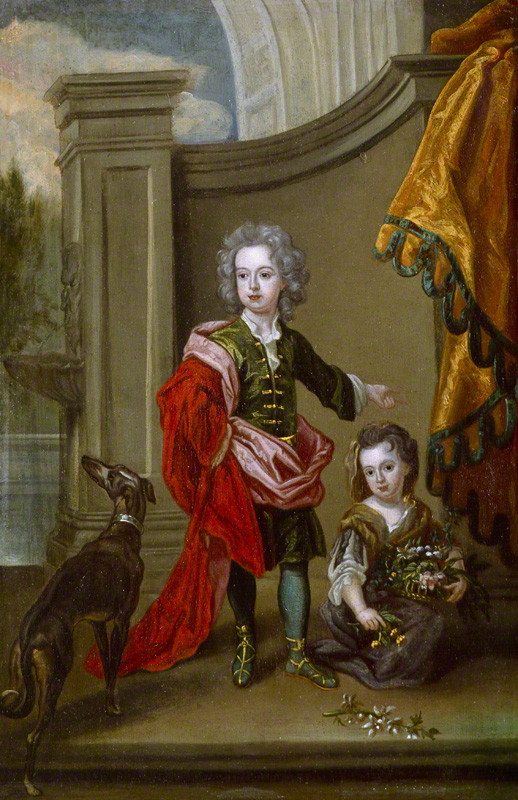
Ritratto di Richard Boyle giovane, con la sorella Lady Jane Boyle, ca. 1700.

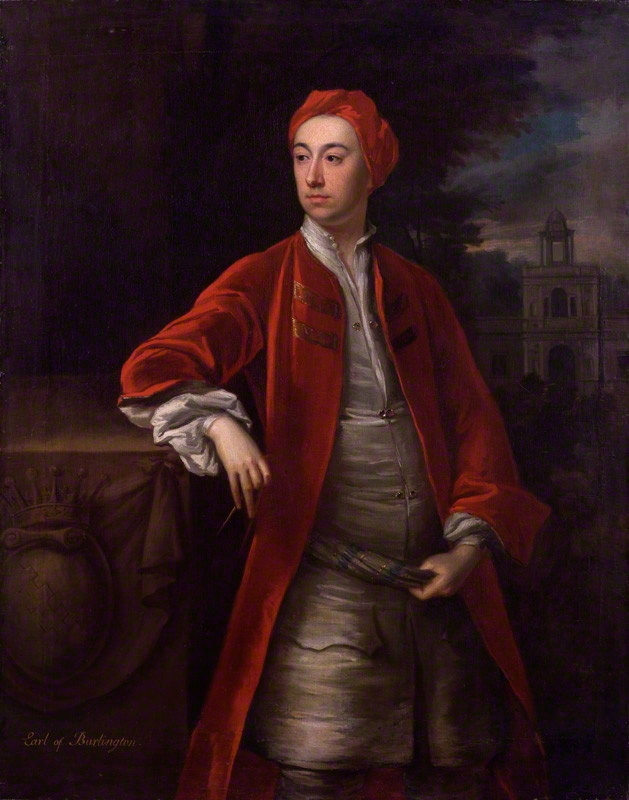
Ritratto di Burlington eseguito da Jonathan Richardson, ca. 1717-1719.

Da giovane mostrò una grande passione per la musica e il noto compositore Georg Friedrich Händel gli dedicò tre opere, composte durante la sua permanenza presso la Burlington House: Il pastor fido, Teseo e Amadigi di Gaula.
Uno dei suoi meriti principali tuttavia fu quello di aver divulgato in Inghilterra le norme ed i princìpi dell'architettura classica in contrapposizione ad una visione nazionalista che restava ancorata alla tradizione britannica. In questa sua impresa ricevette la collaborazione del pittore William Kent e del poeta Alexander Pope, che pubblicò nel 1731 il celebre trattato Epistle on Taste nel quale vennero enunciate le teorie di Burlington.
Nel 1730 Burlington fece stampare una edizione in lingua italiana delle opere di Andrea Palladio, che aveva conosciuto grazie a numerosi viaggi in Italia.
Burlington realizzò varie opere architettoniche di pregevole rilevanza, anche se fortemente influenzate dal modello di Palladio e di Vincenzo Scamozzi, tra le quali si annoverarono come primo progetto quello relativo alla sua residenza londinese, la Burlington House, che vide mutare il suo aspetto e lo stile dall'originario barocco trasmessogli dall'architetto James Gibbs, in un modello neopalladiano, grazie all'aiuto dello scozzese Colen Campbell, e le decorazioni a matrice storica di William Kent; la Chiswick House londinese progettata nel 1727, rifinita all'interno da Kent ed impreziosita dal tempietto costruito nel parco dalla struttura e forma simile al Pantheon e quindi un esempio di neoclassicismo; la Assembly Room di York eretta nel 1730 e caratterizzata da colonnati ionici.
Rimarchevole fu anche la sua attività filantropica, esemplificata nel 1739, dalla fondazione di una nuova organizzazione di beneficenza chiamata Foundling Hospital. Inoltre Burlington si distinse per la costruzione di un grande istituto per bambini completato nel 1742.
Importanti per l'evoluzione culturale dell'architetto furono i suoi frequenti contatti con il veronese Scipione Maffei ed il veneziano Francesco Algarotti.
Sua figlia Lady Charlotte Elizabeth Boyle sposò William Cavendish, IV duca di Devonshire.

## Opere principali

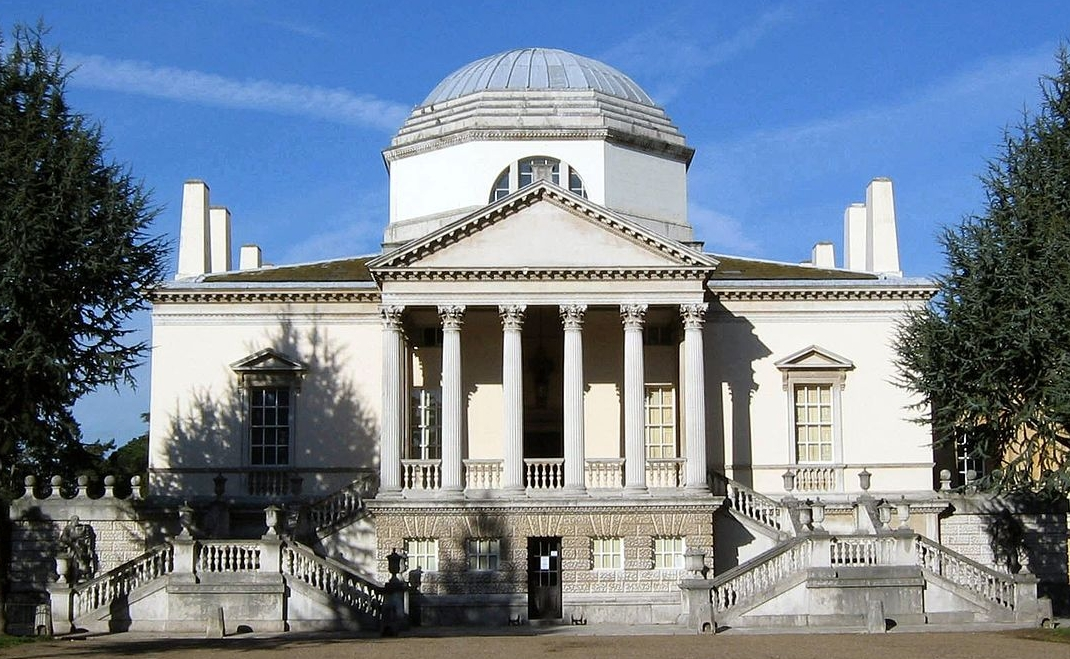
Chiswick House

- Burlington House, Whitehall, Londra
- Tottenham Park, Wiltshire
- Westminster School
- Old Burlington Street, Londra
- Waldershare Park, Kent
- Chiswick House, Londra (1727)
- York Assembly Rooms (1730)
- Castle Hill, Devonshire
- Northwick Park, ora Gloucestershire
- Kirby Hall, Yorkshire

## Ascendenza
|                                        |                                    |                                      | Genitori                              |  |  | Nonni |  |  | Bisnonni                             |  |  | Trisnonni                      |  |
|                                        |                                    |                                      |                                       |  |  |       |  |  | Richard Boyle, I conte di Burlington |  |  | Richard Boyle, I conte di Cork |  |
|                                        |                                    |                                      |                                       |  |  |       |  |  | Richard Boyle, I conte di Burlington |  |  | Richard Boyle, I conte di Cork |  |
|                                        |                                    | Catherine Fenton                     |                                       |  |  |       |  |  | Richard Boyle, I conte di Burlington |  |  |                                |  |
| Charles Boyle, III visconte Dungarvan  |                                    |                                      |                                       |  |  |       |  |  | Richard Boyle, I conte di Burlington |  |  |                                |  |
|                                        |                                    | Elizabeth Clifford                   | Henry Clifford, V conte di Cumberland |  |  |       |  |  |                                      |  |  |                                |  |
|                                        |                                    | Elizabeth Clifford                   | Henry Clifford, V conte di Cumberland |  |  |       |  |  |                                      |  |  |                                |  |
|                                        |                                    | Elizabeth Clifford                   | Frances Cecil                         |  |  |       |  |  |                                      |  |  |                                |  |
| Charles Boyle, II conte di Burlington  |                                    | Elizabeth Clifford                   |                                       |  |  |       |  |  |                                      |  |  |                                |  |
|                                        |                                    | William Seymour, II duca di Somerset | Edward Seymour, visconte Beauchamp    |  |  |       |  |  |                                      |  |  |                                |  |
|                                        |                                    | William Seymour, II duca di Somerset | Edward Seymour, visconte Beauchamp    |  |  |       |  |  |                                      |  |  |                                |  |
|                                        |                                    | William Seymour, II duca di Somerset | Honora Rogers                         |  |  |       |  |  |                                      |  |  |                                |  |
| Jane Seymour                           |                                    | William Seymour, II duca di Somerset |                                       |  |  |       |  |  |                                      |  |  |                                |  |
|                                        |                                    | Frances Devereux                     | Robert Devereux, II conte d'Essex     |  |  |       |  |  |                                      |  |  |                                |  |
|                                        |                                    | Frances Devereux                     | Robert Devereux, II conte d'Essex     |  |  |       |  |  |                                      |  |  |                                |  |
|                                        |                                    | Frances Devereux                     | Frances Walsingham                    |  |  |       |  |  |                                      |  |  |                                |  |
| Richard Boyle, III conte di Burlington |                                    | Frances Devereux                     |                                       |  |  |       |  |  |                                      |  |  |                                |  |
|                                        | Baptist Noel, III visconte Campden | Edward Noel, II visconte Campden     |                                       |  |  |       |  |  |                                      |  |  |                                |  |
|                                        | Baptist Noel, III visconte Campden | Edward Noel, II visconte Campden     |                                       |  |  |       |  |  |                                      |  |  |                                |  |
|                                        | Baptist Noel, III visconte Campden | Juliana Hicks                        |                                       |  |  |       |  |  |                                      |  |  |                                |  |
| Henry Noel                             | Baptist Noel, III visconte Campden |                                      |                                       |  |  |       |  |  |                                      |  |  |                                |  |
|                                        |                                    | Hester Wotton                        | Thomas Wotton, II barone Wotton       |  |  |       |  |  |                                      |  |  |                                |  |
|                                        |                                    | Hester Wotton                        | Thomas Wotton, II barone Wotton       |  |  |       |  |  |                                      |  |  |                                |  |
|                                        |                                    | Hester Wotton                        | Mary Throckmorton                     |  |  |       |  |  |                                      |  |  |                                |  |
| Juliana Noel                           |                                    | Hester Wotton                        |                                       |  |  |       |  |  |                                      |  |  |                                |  |
|                                        |                                    | William Wale                         | William Wale                          |  |  |       |  |  |                                      |  |  |                                |  |
|                                        |                                    | William Wale                         | William Wale                          |  |  |       |  |  |                                      |  |  |                                |  |
|                                        |                                    | William Wale                         | …                                     |  |  |       |  |  |                                      |  |  |                                |  |
| Elizabeth Wale                         |                                    | William Wale                         |                                       |  |  |       |  |  |                                      |  |  |                                |  |
|                                        |                                    | Margaret Sparke                      | Priam Sparke                          |  |  |       |  |  |                                      |  |  |                                |  |
|                                        |                                    | Margaret Sparke                      | Priam Sparke                          |  |  |       |  |  |                                      |  |  |                                |  |
|                                        |                                    | Margaret Sparke                      | …                                     |  |  |       |  |  |                                      |  |  |                                |  |
|                                        |                                    | Margaret Sparke                      |                                       |  |  |       |  |  |                                      |  |  |                                |  |